# Podlesok

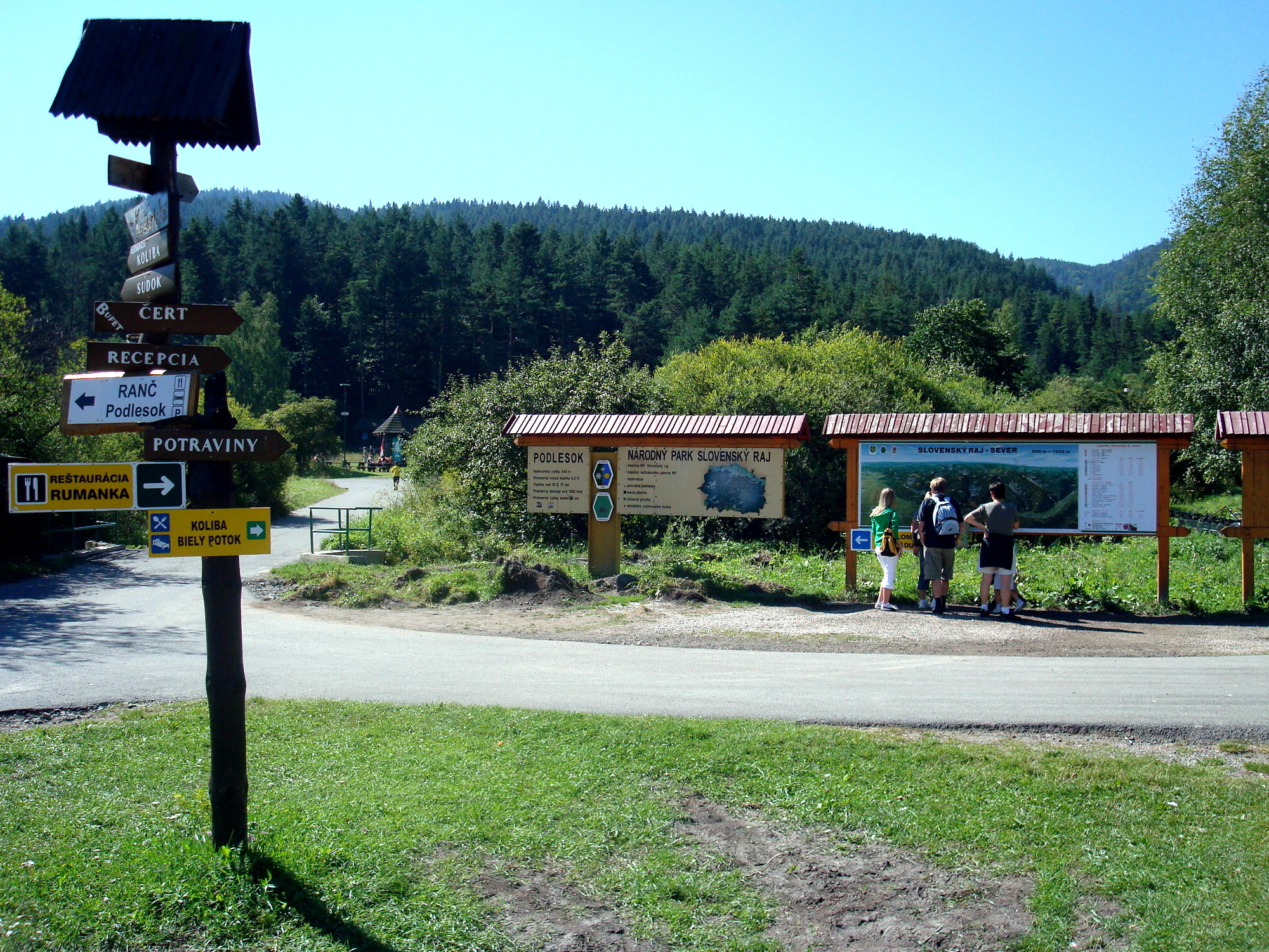
Ústřední turistická orientace na Podlesku

Podlesok je jedno z hlavních turistických center Slovenského ráje.
Nachází se v severozápadní části Slovenského ráje ve vzdálenosti dvou kilometrů od obcí Betlanovce a Hrabušice v nadmořské výšce 550 metrů. V blízkosti Podlesku ústí rokle Suchá Belá a v Hrdle Hornádu začíná Prielom Hornádu. V místě se nachází rozsáhlý areál kempu.